# Tom Brooke

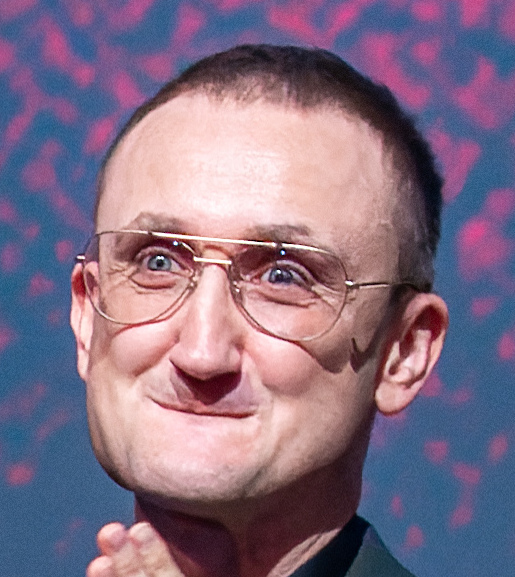
Tom Brooke bei der Vorstellung von Empire of Light im Oktober 2022 beim London Film Festival

Tom Brooke (* 1978 in London) ist ein britischer Schauspieler.

## Leben
Tom Brooke, dessen Vater ebenfalls Schauspieler ist, wurde 1978 in London geboren, wo er auch aufwuchs. Er besuchte zunächst die University of Hull, später die London Academy of Music and Dramatic Art.
Sein Schauspieldebüt gab er 2004 in dem Fernsehfilm D-Day: Entscheidung in der Normandie. Er tritt seitdem regelmäßig vor allem in britischen Film- und Fernsehproduktionen auf. Filmauftritte hatte er unter anderem in Bridget Jones – Am Rande des Wahnsinns und in Radio Rock Revolution, Fernsehauftritte etwa in Game of Thrones und in Agatha Christie’s Poirot. 2014 spielte er in dem Fernsehfilm Sherlock – Sein letzter Schwur die Rolle des Bill Wiggins. Von 2016 bis 2019 spielte er in der Serie Preacher als Fiore eine der Hauptrollen. In einer Episode der vierten Staffel von The Crown spielte Brooke, in einer stark fiktionalisierten Version der Ereignisse, Michael Fagan, der 1982 unerlaubt in das Schlafzimmer von Königin Elisabeth II. eingedrungen war.
Brooke wurde u. a. mit dem TMA Award ausgezeichnet, für seine Rolle in dem Stück The Long and the Short and the Tall.

## Filmografie (Auswahl)
- 2004: D-Day: Entscheidung in der Normandie (D-Day 6.6.1944, Fernsehfilm)
- 2004: Bridget Jones – Am Rande des Wahnsinns (Bridget Jones: The Edge of Reason)
- 2005: Coming Up (Fernsehserie, Episode: 3x03)
- 2006: Venus
- 2007: Thieves Like Us (Fernsehserie, 5 Episoden)
- 2009: Hustle – Unehrlich währt am längsten (Hustle, Fernsehfilm)
- 2009: Victoria, die junge Königin (The Young Victoria)
- 2009: Radio Rock Revolution (The Boat that Rocked)
- 2010: Foley’s War (Fernsehserie, Episode: 6x01)
- 2010: Die Tränen des Mörders (Thorne: Scaredycat)
- 2011: The Veteran
- 2012: The Hollow Crown (Fernsehserie, Episode: 1x04)
- 2013: Lewis – Der Oxford Krimi (Lewis, Fernsehserie, 2 Episoden)
- 2013: Game of Thrones (Fernsehserie, 2 Episoden)
- 2013: Agatha Christie’s Poirot (Fernsehserie, Episode: 13x02)
- 2013: Ripper Street (Fernsehserie, Episode: 2x02)
- 2014: Sherlock – Sein letzter Schwur (His Last Vow, Fernsehfilm)
- 2015: Iona
- 2016–2019: Preacher (Fernsehserie)
- 2017: Sherlock – Der lügende Detektiv (The Lying Detective, Fernsehfilm)
- 2017: How to Talk to Girls at Parties
- 2017: Philip K. Dick’s Electric Dreams (Fernsehserie, Folge 1x03)
- 2018: Bodyguard (Fernsehserie, 3 Episoden)
- 2020: The Crown (Fernsehserie, Folge 4x05)
- 2022: Empire of Light
- 2024: Slow Horses – Ein Fall für Jackson Lamb (Fernsehserie, Staffeln 4+5)